# Clematis pterantha
Clematis pterantha är en ranunkelväxtart som beskrevs av Stephen Troyte Dunn. Clematis pterantha ingår i släktet klematisar, och familjen ranunkelväxter. Inga underarter finns listade i Catalogue of Life.